# Султан-Мурад
Султан-Мурад (*31 липня 1490 — 1518) — султан Ак-Коюнлу в Іраку, Фарсі та Кермані у 1500—1508 роках. Повне ім'я Абул-Музаффар Султан-Мурад бен Якуб.

## Життєпис
Походив з роду Ак-Коюнлу. Син султана Якуба. Народився у 1490 році в Тебризі. Невдовзі загинув його батько. Тривалий час переховувався в Ширвані. У 1497 році повстала знать оголосила його претендентом на трон проти султана Ахмеда. Невдовзі зайняв Тебриз. Втім, після поразки Султана Ахмеда влада в державі Ак-Коюнлу опинилася у родичів Алванд Мірзи та Султан-Мухаммеда.
У 1498 році Султан-Мухаммед зазнав поразки у війні проти Алванд мірзи й відступив до Ісфагану. Цим скористалося оточення Мурада, який виступив 1499 року проти останнього. В результаті у 1500 році Султан-Мухаммеда було повалено, а з Алванд Мірзою домовлено про розділи володінь при номінальній зверхності Алванд Мірзи. В результаті Султан-Мурад отримав аджемський і арабський Ірак, Фарс, Керман, Сістан. Втім, фактичну владу мала знать з огляду на малий вік правителя.
У 1503 році після перемоги над Алванд Мірзою проти Султан-мурада виступив шах Ісмаїл I з династії Сефевідів. 21 червня того ж року відбулася битва при Алмакулагі (неподалік Гамадану), в якій війська Ак-Коюнлу зазнали поразки. В результаті Султан-Мурад втратив Фарс і Керман. Втім, він зумів зберегти правління над арабським Ірак, перенісши столицю до Багдада.
У 1508 році знову почалася війна з Сефевідами, яка завершилася поразкою Султан-Мурада. Він втратив усі володіння, окрім Урфи, де зумів закріпитися. Невдовзі знайшов підтримку османського султана Селіма I. Помер в Урфі у 1518 році.

## Родина
Дружина — донька Бузкурд Ала ад-Дін-даули, володаря Зулькадарського бейлика.
Діти:
- Якуб
- Гасан